# Campeonato Mundial de Balonmano Femenino
El Campeonato Mundial de Balonmano Femenino es la máxima competición internacional de balonmano entre selecciones nacionales femeninas, y es organizado por la Federación Internacional de Balonmano (IHF). Se disputa a partir de 1957; actualmente cada año impar, generalmente en el mes de diciembre. Desde la edición de 2021 participan 32 países, que se clasifican a través de los respectivos campeonatos continentales.
Además, el Mundial previo a los Juegos Olímpicos de Verano sirve como evento de clasificación para el respectivo torneo olímpico. El campeón mundial clasifica directamente, y los seis equipos siguientes avanzan a los torneos preolímpicos.
El torneo femenino ha sido dominado prácticamente por equipos europeos: Rusia, Noruega, Alemania, Hungría, Dinamarca, Francia, como equipos más exitosos, y solo dos no europeos han ganado alguna medalla: Corea del Sur y Brasil.
En la primera edición del torneo solo participaron nueve equipos, pero su número aumentó a 24 en 1997. Desde 1993 se ha celebrado cada dos años, aunque entre 1978 y 1990 se celebró cada cuatro, alternando con el torneo olímpico. Los primeros cinco torneos se llevaron a cabo en verano o principios del otoño, mientras que el resto ha sido realizado en noviembre o diciembre.

## Ediciones
| Núm.   | Año  | Sede                     | Oro            | Plata          | Bronce         |
| ------ | ---- | ------------------------ | -------------- | -------------- | -------------- |
| I      | 1957 | Yugoslavia               | Checoslovaquia | Hungría        | Yugoslavia     |
| II     | 1962 | Rumanía                  | Rumania        | Dinamarca      | Checoslovaquia |
| III    | 1965 | RFA                      | Hungría        | Yugoslavia     | RFA            |
| IV     | 1971 | Países Bajos             | RDA            | Yugoslavia     | Hungría        |
| V      | 1973 | Yugoslavia               | Yugoslavia     | Rumania        | URSS           |
| VI     | 1975 | URSS                     | RDA            | URSS           | Hungría        |
| VII    | 1978 | Checoslovaquia           | RDA            | URSS           | Hungría        |
| VIII   | 1982 | Hungría                  | URSS           | Hungría        | Yugoslavia     |
| IX     | 1986 | Países Bajos             | URSS           | Checoslovaquia | Noruega        |
| X      | 1990 | Corea del Sur            | URSS           | Yugoslavia     | RDA            |
| XI     | 1993 | Noruega                  | Alemania       | Dinamarca      | Noruega        |
| XII    | 1995 | Austria/Hungría          | Corea del Sur  | Hungría        | Dinamarca      |
| XIII   | 1997 | Alemania                 | Dinamarca      | Noruega        | Alemania       |
| XIV    | 1999 | Noruega/Dinamarca        | Noruega        | Francia        | Austria        |
| XV     | 2001 | Italia                   | Rusia          | Noruega        | Yugoslavia     |
| XVI    | 2003 | Croacia                  | Francia        | Hungría        | Corea del Sur  |
| XVII   | 2005 | Rusia                    | Rusia          | Rumania        | Hungría        |
| XVIII  | 2007 | Francia                  | Rusia          | Noruega        | Alemania       |
| XIX    | 2009 | China                    | Rusia          | Francia        | Noruega        |
| XX     | 2011 | Brasil                   | Noruega        | Francia        | España         |
| XXI    | 2013 | Serbia                   | Brasil         | Serbia         | Dinamarca      |
| XXII   | 2015 | Dinamarca                | Noruega        | Países Bajos   | Rumania        |
| XXIII  | 2017 | Alemania                 | Francia        | Noruega        | Países Bajos   |
| XXIV   | 2019 | Japón                    | Países Bajos   | España         | Rusia          |
| XXV    | 2021 | España                   | Noruega        | Francia        | Dinamarca      |
| XXVI   | 2023 | Dinamarca/Noruega/Suecia | Francia        | Noruega        | Dinamarca      |
| XXVII  | 2025 | Alemania/Países Bajos    |                |                |                |
| XXVIII | 2027 | Hungría                  |                |                |                |
| XXIX   | 2029 | España                   |                |                |                |
| XXX    | 2031 | República Checa/Polonia  |                |                |                |

## Medallero histórico
- Actualizado a Dinamarca/Noruega/Suecia 2023.

| Núm. | País           | Oro | Plata | Bronce | Total |
| ---- | -------------- | --- | ----- | ------ | ----- |
| 1    | Rusia          | 7   | 2     | 2      | 11    |
| 2    | Noruega        | 4   | 5     | 3      | 12    |
| 3    | Alemania       | 4   | 0     | 4      | 8     |
| 4    | Francia        | 3   | 4     | 0      | 7     |
| 5    | Hungría        | 1   | 4     | 4      | 9     |
| 6    | Serbia         | 1   | 4     | 3      | 8     |
| 7    | Dinamarca      | 1   | 2     | 4      | 7     |
| 8    | Rumania        | 1   | 2     | 1      | 4     |
| 9    | Países Bajos   | 1   | 1     | 1      | 3     |
| 9    | Checoslovaquia | 1   | 1     | 1      | 3     |
| 11   | Corea del Sur  | 1   | 0     | 1      | 2     |
| 12   | Brasil         | 1   | 0     | 0      | 1     |
| 13   | España         | 0   | 1     | 1      | 2     |
| 14   | Austria        | 0   | 0     | 1      | 1     |
|      | TOTAL          | 26  | 26    | 26     | 78    |

1. ↑  Incluye las medallas obtenidas por la URSS.
2. ↑  Incluye las medallas obtenidas por la RDA.
3. ↑  Incluye las medallas obtenidas por la RFS de Yugoslavia y la RF de Yugoslavia.

## Medallistas
Estas son las jugadoras de balonmano con más títulos del Campeonato Mundial.
| Nombre               | Equipo            | Años             |
| -------------------- | ----------------- | ---------------- |
| Hannelore Burosch    | Alemania Oriental | 1971, 1975, 1978 |
| Waltraud Kretzschmar | Alemania Oriental | 1971, 1975, 1978 |
| Hannelore Zober      | Alemania Oriental | 1971, 1975, 1978 |
| Kristina Richter     | Alemania Oriental | 1971, 1975, 1978 |
| Petra Uhlig          | Alemania Oriental | 1971, 1975, 1978 |
| Marina Bazanova      | Unión Soviética   | 1982, 1986, 1990 |
| Anna Kareyeva        | Rusia             | 2001, 2005, 2007 |
| Irina Poltoratskaya  | Rusia             | 2001, 2005, 2007 |
| Oxana Romenskaya     | Rusia             | 2001, 2005, 2007 |
| Nadezhda Muravyova   | Rusia             | 2001, 2007, 2009 |
| Emilia Turey         | Rusia             | 2005, 2007, 2009 |
| Inna Suslina         | Rusia             | 2005, 2007, 2009 |
| Liudmila Postnova    | Rusia             | 2005, 2007, 2009 |
| Camilla Herrem       | Noruega           | 2011, 2015, 2021 |
| Stine Bredal Oftedal | Noruega           | 2011, 2015, 2021 |